# 国民革命军第一二二军
国民革命军第一二二军是1949年组建的一支部队。

## 沿革
1949年2月在湖南常德组建第一二二军，隶属第14编练司令部、宋希濂第十四兵团。
- 军长：周磐（第十四兵团中将副司令官兼川湘鄂边区绥靖司令部常德指挥所主任）、1949年4月起张绍勋（黄埔五期，1939年任中央军校第七分校学生总队总队长，1942年任第七十一军87师少将师长，1946年任第四十二军副军长）
- 副军长张济泰、丁树中（黄埔四期）
- 参谋长熊正诗（黄埔六期骑兵科，曾任第五十四军第36师副师长）
- 政工处少将处长方乐书（黄埔三期）
- 第217师：收编湘西各县土匪和私枪，抓丁抽夫，新建该师。师长谢淑周(号映轩，湖南新化人，黄埔六期步科，历任第七十一军87师副师长兼政治部主任，1945年9月任中央军校第9分校教务处长，1946年任第四十二军128师副师长，1948年任第一百一十八军217师少将师长，1949年2月任第一二二军217师师长兼湖南省大庸县县长）
- 第345师：河南南阳第13绥靖区溃逃至常德的地方武装改编。师长黄鼎勋、高超
- 第346师，师长熊正诗。1949年4月编散入其他2个师。

在常德集中训练后驻防津、澧、大庸一带，阻止解放军渡江南下进入湘西。湘西地方武装川湘鄂边区绥靖司令部第1旅改编的暂编第2师（师长陈策勋，副师长张一陶，参谋长张世一）配属该军。
1949年7月宜沙战役，被解放军攻击，退据大庸、桑植地区。1949年10月衡宝战役期间，军部和第217师被解放军第四十七军第139师全歼于湖南省大庸县城，军长张绍勋、师长谢淑周、黄鼎勋被俘，全军5000余人被歼。开战前出发取道永顺、来凤准备到四川接受新兵的副军长丁树中以下残部1000余人随宋希濂逃四川。1949年10月16日在来凤县，宋希濂任命丁树中为一二二军代理军长，并将第9师副师长高超从第二军抽调干部士兵600余人改为345师，高超任345师师长；又将由湖南逃出来的一个保安团1200余人补入该军。12月15日在黄丹被解放军歼灭2000余人，代理军长丁树中、参谋长熊正诗逃脱。另有残部约1000人由345师师长高超率领随第一百二十四军残部逃西康，最后被补入第一百二十四军。